# Gertrudes Araújo Moniz

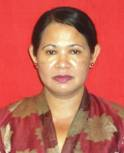
Gertrudes Araújo Moniz

Gertrudes Araújo Moniz (* 27. April 1967 in Dili, Portugiesisch-Timor) ist eine Politikerin aus Osttimor. Sie ist Mitglied in der Partido Democrático (PD).

## Werdegang
An der Udayana-Universität in Denpasar (Indonesien) studierte Moniz von 1988 bis 1994. Ab 1989 war sie Mitglied der Resistência Nacional dos Estudantes de Timor-Leste RENETIL (Nationaler Widerstand der Studenten aus Timor-Leste) und wurde dort Mitglied der Organisationsabteilung des Zentralkomitees.
Von 1995 bis 1996 war Moniz stellvertretende Direktorin der Escola Pré-Secundária in Salele (Gemeinde Cova Lima). Von 1996 bis 1999 übernahm sie die Leitung der Behörde für wirtschaftliche, soziale und kulturelle Planung in Cova Lima (BAPPEDA). Von 2002 bis 2007 war Moniz Leiterin des Einspruchsbüros der Steuerabteilung im osttimoresischen Ministerium für Planung und Finanzen.
Von 2002 bis 2007 war Moniz Leiterin des Einspruchsbüros der Steuerabteilung im osttimoresischen Ministerium für Planung und Finanzen.
Zwischen 2009 und 2011 absolvierte Moniz an der Gajayana Universität im indonesischen Malang ein Studium, das sie mit einem Master abschloss.

## Politische Karriere
2001 war Moniz Mitgründerin der PD. 2006 wurde sie Präsidentin der Demokratischen Frauenorganisation (Organizasaun Mulher Democratico OMD), der sie noch heute vorsitzt. Die OMD ist die Frauenorganisation der PD.
Von 2007 bis 2012 war Moniz Abgeordnete im Nationalparlament Osttimors. Hier war sie stellvertretende Fraktionsvorsitzende der PD, Sekretärin der Kommission für Beseitigung der Armut, ländliche und regionale Entwicklung und Gleichstellung der Geschlechter (Kommission E) und Vorsitzende der Subkommission für die Gleichstellung der Geschlechter. Bei den Parlamentswahlen 2012 war Moniz nicht mehr auf der Wahlliste der PD.

## Familie
Sie ist verheiratet mit Belmiro Moniz und hat eine Tochter und drei Söhne.

## Belege
- Profil auf der Webseite der Partido Democrático (tetum). Ehemals im Original (nicht mehr online verfügbar); abgerufen am 5. Februar 2016. (Seite nicht mehr abrufbar. Suche in Webarchiven)